# A Hand Shake
A Hand Shake is een Amerikaanse film uit 1892. De film werd gemaakt door Thomas Edison en toont William K. L. Dickson en William Heise die elkaar de hand schudden.

## Rolverdeling
| Acteur               | Personage |
| -------------------- | --------- |
| William K.L. Dickson | zichzelf  |
| William Heise        | zichzelf  |